# Neoclytus vitticollis
Neoclytus vitticollis là một loài bọ cánh cứng trong họ Cerambycidae.